# Olga Savčuková
Olga Mykolajivna Savčuková (ukrajinsky: Ольга Миколаївна Савчук, * 20. září 1987 Makijivka) je ukrajinská tenisová trenérka a bývalá profesionální hráčka, která se na ženských okruzích pohybovala v letech 2004–2018. Ve své kariéře na okruhu WTA Tour vyhrála tři deblové turnaje. K nim přidala jednu trofej ze čtyřhry série WTA 125K. V rámci okruhu ITF získala tři tituly ve dvouhře a osm ve čtyřhře.
Na žebříčku WTA byla ve dvouhře nejvýše klasifikována v květnu 2008 na 79. místě a ve čtyřhře pak v říjnu 2017 na 33. místě. Trénoval ji Tomasz Iwanski.
Na nejvyšší grandslamové úrovni se nejdále probojovala do třetího kola Australian Open 2006, v němž jako postoupivší kvalifikantka podlehla Rusce Jeleně Vesninové. V deblové soutěži si po boku Rumunky Ioany Raluky Olaruové zahrála čtvrtfinále na French Open 2017.
V ukrajinském fedcupovém týmu debutovala v roce 2004 základním blokem I. skupiny zóny Evropy a Afriky proti Jihoafrické republice, v němž vyhrála s Marií Korytcevovou čtyřhru. Ukrajinky zvítězily 2:1 na zápasy. Mezi roky 2004–2018 v soutěži nastoupila k dvaceti šesti mezistátním utkáním s bilancí 3–2 ve dvouhře a 18–6 ve čtyřhře.
Ukrajinu reprezentovala na Letních olympijských hrách 2016 v Riu de Janeiru, kde nastoupila s Elinou Svitolinovou do čtyřhry. V úvodním kole je vyřadily šesté nasazené Češky Andrea Hlaváčková s Lucií Hradeckou po třísetovém průběhu.
Na začátku sezóny 2020 se jako trenérka připojila k Venezuelanu Danieli Vallverdemu do trenérského týmu Karolíny Plíškové, které v dané době patřila třetí příčka světové klasifikace.

## Finále na okruhu WTA Tour

### Čtyřhra: 9 (3–6)
| Legenda                           |
| --------------------------------- |
| Grand Slam (0)                    |
| Turnaj mistryň (0)                |
| Premier Mandatory & Premier 5 (0) |
| Premier (0–1)                     |
| International (3–5)               |

| Stav       | č. | datum             | turnaj                 | povrch    | spoluhráčka           | soupeřky ve finále                        | výsledek         |
| ---------- | -- | ----------------- | ---------------------- | --------- | --------------------- | ----------------------------------------- | ---------------- |
| Vítězka    | 1. | 5. října 2008     | Taškent, Uzbekistán    | tvrdý     | Ioana Raluca Olaruová | Nina Bratčikovová Kathrin Wörleová        | 5–7, 7–5, [10–7] |
| Finalistka | 1. | 21. února 2010    | Bogotá, Kolumbie       | antuka    | Anastasia Jakimovová  | Gisela Dulková Edina Gallovits-Hallová    | 2–6, 6–7(6–8)    |
| Vítězka    | 2. | 13. dubna 2014    | Katovice, Polsko       | tvrdý (h) | Julia Bejgelzimerová  | Klára Koukalová Monica Niculescuová       | 6–4, 5–7, [10–7] |
| Finalistka | 2. | 8. března 2015    | Kuala Lumpur, Malajsie | tvrdý     | Julia Bejgelzimerová  | Liang Čchen Wang Ja-fan                   | 6–4, 3–6, [4–10] |
| Finalistka | 3. | 19. července 2015 | Båstad, Švédsko        | antuka    | Tatjana Mariová       | Kiki Bertensová Johanna Larssonová        | 5–7, 4–6         |
| Finalistka | 4. | 2. srpna 2015     | Baku, Ázerbájdžán      | tvrdý     | Vitalija Ďjačenková   | Margarita Gasparjanová Alexandra Panovová | 3–6, 5–7         |
| Finalistka | 5. | 7. ledna 2017     | Šen-čen, Čína          | tvrdý     | Ioana Raluca Olaruová | Andrea Hlaváčková Pcheng Šuaj             | 1–6, 5–7         |
| Vítězka    | 3. | 14. ledna 2017    | Hobart, Austrálie      | tvrdý     | Ioana Raluca Olaruová | Gabriela Dabrowská Jang Čao-süan          | 0–6, 6–4, [10–5] |
| Finalistka | 6. | 18. února 2017    | Dauhá, Katar           | tvrdý     | Jaroslava Švedovová   | Abigail Spearsová Katarina Srebotniková   | 3–6, 6–7(7–9)    |

## Chronologie výsledků na Grand Slamu

### Ženská dvouhra
| Turnaj          | 2005 | 2006    | 2007    | 2008    | 2009 | 2010    | 2011 | 2012 | 2013 | 2014 | 2015 | 2016 | 2017 | V–P  |
| --------------- | ---- | ------- | ------- | ------- | ---- | ------- | ---- | ---- | ---- | ---- | ---- | ---- | ---- | ---- |
| Australian Open | A    | 3. kolo | 1. kolo | 1. kolo | A    | Q1      | Q2   | Q3   | Q2   | Q3   | A    | Q1   | A    | 2–3  |
| French Open     | A    | 1. kolo | 2. kolo | 1. kolo | Q2   | Q1      | Q2   | Q1   | Q2   | Q2   | A    | Q2   | A    | 1–3  |
| Wimbledon       | Q1   | 1. kolo | Q2      | 1. kolo | Q1   | Q1      | Q2   | Q2   | Q1   | Q1   | A    | Q1   | A    | 0–2  |
| US Open         | Q2   | 1. kolo | 1. kolo | Q3      | Q2   | 1. kolo | Q2   | Q1   | Q2   | Q1   | A    | Q2   | A    | 0–3  |
| výhry–prohry    | 0–0  | 2–4     | 1–3     | 0–3     | 0–0  | 0–1     | 0–0  | 0–0  | 0–0  | 0–0  | 0–0  | 0–0  | 0–0  | 3–11 |

### Ženská čtyřhra
| Turnaj          | 2006    | 2007 | 2008    | 2009    | 2010    | 2011    | 2012    | 2013    | 2014    | 2015    | 2016    | 2017    | 2018    | V–P   |
| --------------- | ------- | ---- | ------- | ------- | ------- | ------- | ------- | ------- | ------- | ------- | ------- | ------- | ------- | ----- |
| Australian Open | A       | A    | 1. kolo | 2. kolo | 2. kolo | 2. kolo | 1. kolo | A       | 1. kolo | 1. kolo | 2. kolo | 2. kolo | 2. kolo | 6–10  |
| French Open     | A       | A    | 1. kolo | 2. kolo | 1. kolo | 1. kolo | A       | A       | 1. kolo | 2. kolo | 1. kolo | ČF      | 1. kolo | 5–9   |
| Wimbledon       | A       | A    | 1. kolo | 1. kolo | 2. kolo | 1. kolo | 1. kolo | 2. kolo | 1. kolo | 2. kolo | 1. kolo | 2. kolo | 1. kolo | 4–11  |
| US Open         | 1. kolo | A    | A       | 1. kolo | 1. kolo | 2. kolo | 1. kolo | A       | 2. kolo | 2. kolo | 2. kolo | 1. kolo | 1. kolo | 4–10  |
| výhry–prohry    | 0–1     | 0–0  | 0–3     | 2–4     | 2–4     | 2–4     | 0–3     | 1–1     | 1–4     | 3–4     | 2–4     | 5–4     | 1–4     | 19–40 |

| Legenda | Legenda                                   | Legenda | Legenda                     |
| ------- | ----------------------------------------- | ------- | --------------------------- |
| SR      | poměr vyhraných turnajů ku všem odehraným | W–L V–P | výhry–prohry                |
| NH      | daný rok se turnaj nekonal                | A       | turnaje se hráč nezúčastnil |
| 1Q / LQ | prohra v (kole) kvalifikace               | 1k / 1R | prohra v daném kole turnaje |
| QF / ČF | prohra ve čtvrtfinále                     | SF      | prohra v semifinále         |
| F       | prohra ve finále                          | Vítěz   | vítězství v turnaji         |

## Postavení na konečném žebříčku WTA

### Dvouhra
| Rok    | 2003 | 2004   | 2005   | 2006  | 2007  | 2008   | 2009   | 2010   | 2011   | 2012   | 2013   | 2014   | 2015   | 2016   | 2017   |
| Pořadí | 432. | ▲ 279. | ▲ 162. | ▲ 99. | ▲ 97. | ▼ 114. | ▼ 164. | ▲ 151. | ▼ 200. | ▲ 196. | ▲ 175. | ▼ 221. | ▲ 195. | ▼ 311. | ▼ 839. |

### Čtyřhra
| Rok    | 2003 | 2004   | 2005   | 2006 | 2007 | 2008  | 2009  | 2010  | 2011  | 2012   | 2013  | 2014  | 2015  | 2016  | 2017  | 2018   |
| Pořadí | 525. | ▲ 329. | ▼ 650. | —    | 155. | ▲ 84. | ▲ 81. | ▲ 62. | ▼ 82. | ▼ 106. | ▲ 84. | ▼ 52. | ▬ 52. | ▼ 64. | ▲ 33. | ▼ 147. |